# NGC 3343
NGC 3343 é uma galáxia elíptica (E) localizada na direcção da constelação de Draco. Possui uma declinação de +73° 21' 12" e uma ascensão recta de 10 horas, 46 minutos e 10,3 segundos.
A galáxia NGC 3343 foi descoberta em 3 de Abril de 1785 por William Herschel.